# Aridelus emeiensis
Aridelus emeiensis är en stekelart som beskrevs av Wang 1985. Aridelus emeiensis ingår i släktet Aridelus och familjen bracksteklar. Inga underarter finns listade.